# Renodes liturata
Renodes liturata är en fjärilsart som beskrevs av Walker 1865 och som ingår i släktet Renodes. Inga underarter finns listade.